# Action civilo-militaire
Pour les articles homonymes, voir ACM.
Les actions civilo-militaires  - ACM - (en anglais CIMIC pour Civil Military Cooperation, terme d'usage aujourd'hui dans les armées françaises) consistent pour une force armée ou une coalition, au cours même d'un conflit, d'une crise, voire d'un exercice sur le terrain dans un pays en voie de développement, à favoriser son acceptation auprès des populations civiles en assurant la liaison avec les acteurs locaux et en contribuant à la reconstruction du pays afin de rétablir ou maintenir la paix. Les ACM font partie intégrante de la planification des opérations.
Les ACM désignent l'ensemble des actions non cinétiques réalisées au profit de l'environnement civil. Les ACM ont donc pour but, pour les militaires, de participer à la réalisation des objectifs civils du plan de paix dans tous les domaines, culturel, économique, social et sécuritaire (maintien de l'ordre et sécurité civile). Son rôle est particulièrement important dans la phase initiale quand les acteurs civils ne sont pas encore en mesure d'exercer normalement leurs fonctions. Puis, les forces armées passent progressivement le relais aux organismes civils au fur et à mesure de la sortie de crise.

## Types d'activité civilo-militaire
- Assurer la liaison avec les acteurs non militaires d'un théâtre d'opérations (OI/ONG, autorités locales, chefs coutumiers et traditionnels, représentants communautaires...)
- Apporter l'expertise et la connaissance du théâtre d'opération où la force est déployée
- Offrir des solutions alternatives à l'emploi de la force ;
- Concourir à un climat de sécurité autour des forces engagées (maintien de l'ordre) ;
- Coopérer au rétablissement des fonctions vitales d'un pays sinistré :
  - Remise en état des infrastructures et des services ;
  - Restauration des fonctions gouvernementales et administratives ; (administration militaire dans un premier temps et relais progressif à des autorités civiles) ;
  - Faciliter le retour aux activités économiques normales.
- Participation aux opérations à caractère humanitaire : secours direct aux populations en première urgence puis soutien du travail des organisations humanitaires.

## L'acception française des Actions civilo-militaires (CIMIC)
La formalisation de la démarche française dans ce domaine fut amorcée par la directive élaborée en 1995 (Amiral Lanxade) au vu des premières expériences menées en Bosnie-Herzégovine ; puis par une seconde directive plus étoffée, datée du 11 juillet 1997 (Général Douin) qui fixe son cadre et sa dimension interministérielle. Sur cette base, elle a créé, en juillet 2001, le Groupement interarmées des actions civilo-militaires (GIACM) qui était constitué de 96 personnels permanents et de 350 réservistes. Depuis sa création, il est intervenu sur la plupart des théâtres d'opération des armées françaises (Afghanistan, Côte d’Ivoire, Kosovo, Tchad, Mali, Centrafrique, Liban...) et a apporté son appui et son expertise au cours de multiples catastrophes naturelles (Haïti, Indonésie, Japon...).
En 2012, selon la publication de la doctrine interarmées (DIA) 3.10.3, la CIMIC comporte 4 objectifs :
- contribuer à la cohérence des actions sur un théâtre en facilitant la coordination entre les différents acteurs civils et militaires et en établissant des liaisons permanentes avec les autorités civiles chargées de la crise,
- renforcer l'action militaire en facilitant l'insertion de la Force dans un environnement civil complexe (protection de la Force) et en expertise civile aux autres fonctions opérationnelles,
- accélérer la sortie de crise en fournissant un appui aux acteurs civils de la crise afin que ceux-ci puissent assurer au plus tôt toutes leurs responsabilités,
- contribuer à la promotion de l'influence française en garantissant la prise en compte légitime de intérêts français et en préparant l'action des acteurs civils français.

Il s'agit donc d'une fonction opérationnelle d'appui dont le champ d'action se situe à la fois dans un périmètre militaire et civil et qui ne se réduit pas à la seule réalisation de projets au profit des populations tels que construction de puits et rénovation d'écoles qui sont parmi les plus caractéristiques. Ainsi, en tant que fonction opérationnelle d’appui au COMANFOR et à sa mission, la CIMIC planifie et met en œuvre la coopération civilo-militaire. Ses principes d’emploi sont l’intégration, la coordination, l’anticipation et l’optimisation.
Aux niveaux opératif et tactique, les missions de la CIMIC recouvrent quatre domaines : la liaison, la connaissance de l’environnement humain des opérations, l’action au profit de la population et la reconstruction post-conflit :
- La liaison est une mission essentielle. S’appuyant sur un réseau pérenne, elle permet des interactions avec les acteurs appropriés de l’environnement de la force ;
- La connaissance de l’environnement humain des opérations nécessite un travail d’évaluation et d’entretien d’une base de données. C’est une aide au commandement, permettant d’avoir une image précise de l’environnement de la Force et des progrès éventuels afin de prendre les décisions appropriées ;
- L’action au profit de la population vise à produire des effets sur des cibles identifiées (population, autorités locales), en appui de l’opération militaire. Elle répond à des besoins réels et identifiés, mais ne peut être réalisée que dans la limite des moyens disponibles de la Force, la priorité étant toujours donnée à la Force ;
- La reconstruction post-conflit se conçoit dès la phase de planification, en amont de la décision d’une intervention. Si la CIMIC n’en est pas directement responsable, elle la conçoit et l’intègre tout au long de la phase d’intervention et de stabilisation, en liaison avec les acteurs civils concernés.

Ce que la CIMIC n'est pas:
- une agence de renseignement: la CIMIC contribue au même titre que les autres fonctions opérationnelles à la chaine renseignement mais ne reçoit aucun ordre et n'oriente pas ses actions dans le but de recueillir du renseignement.
- une "ONG militaire" à caractère humanitaire: si les projets et actions mis en œuvre sont en concordance avec le principe d'humanité, ils ne se substituent pas et ne concurrencent pas l'action des acteurs humanitaires.

## Exemples

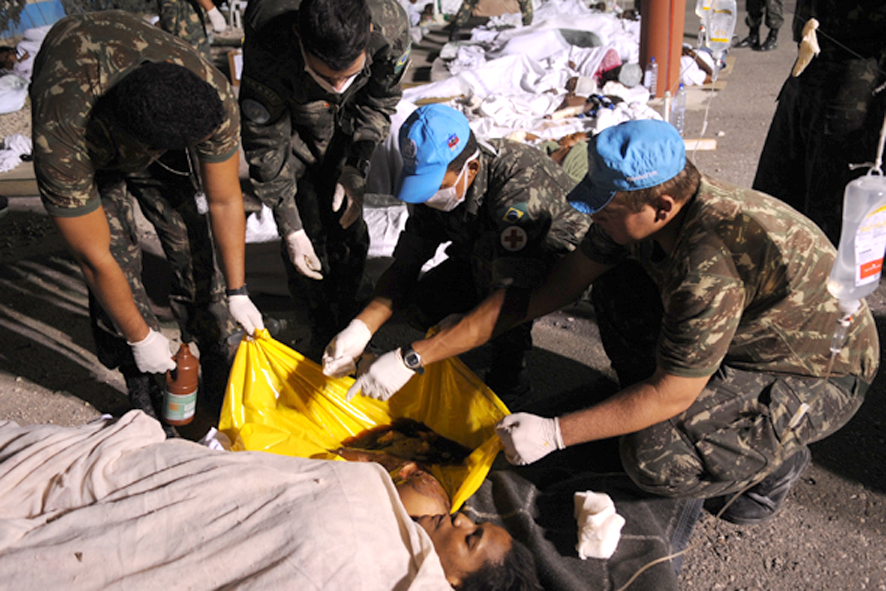
Des rescapés haïtiens reçoivent assistance dans un camp établi par l'armée brésilienne, aux lendemains du tremblement de terre en 2010.

- Actions de l'armée française en Afghanistan dans le cadre de la Force internationale d'assistance et de sécurité mandatée par l'Organisation des Nations unies à partir de 2001.
- Les équipes provinciale de reconstruction en Afghanistan et Irak.
- Opérations lancées par les pays de la communauté internationale à la suite du tremblement de terre en Haïti en janvier 2010.